# پرل و مارینا
پرل و مارینا (به انگلیسی: Pearl and Marina)، در مجموعه به عنوان آف د هوک (یا テンタクルズ, تنتکلز در ژاپنی) شناخته می‌شود، یک گروه موسیقی خیالی است که در بازی ویدیویی اسپلاتون ظاهر می‌شود. آنها برای اولین بار در اسپلاتون ۲ (۲۰۱۷) معرفی شدند و به عنوان قهرمانان بازی در داستان عمل می‌کنند همچنین در عین حال هر زمان که بازی را شروع می‌کنند، به روزرسانی‌ها و اطلاعیه‌ها را به بازیکن تحویل می‌دهند.

## کانسپت و خلقت
نام خانوادگی مارینا توسط گپ خویش و پرل در اکتو اکسپنشن که ایدا است فاش می‌شود، و نام کامل او را مارینا ایدا (ژاپنی: イイダ, Iida) می‌سازد. نام خانوادگی انگلیسی پرل در حال حاضر ناشناخته است، اما فرض می‌شود که هوزوکی (ژاپنی: ヒメ, Hime) است. پرل، یک اینکلینگ ۲۱ ساله است، در حالی که مارینا، یک اکتولینگ، ۱۸ ساله است.
قبل از ایجاد طرح نهایی این دو، پرل در ابتدا به عنوان اکتولینگ طراحی شده بود، که شباهت زیادی به کالی و ماری از خواهران ماهی مرکب داشت. او بعداً به عنوان اینکلینگ باز طراحی شد و در مقایسه با شباهت‌های گفته شده کوتاه‌تر شد.
آنها توسط رینا هوندتا، هنرمند نینتندو طراحی شده‌اند.